# Sephanoides
Sephanoides is een geslacht van vogels uit de familie kolibries (Trochilidae) en de geslachtengroep Lesbiini (komeetkolibries). De wetenschappelijke naam van het geslacht is voor het eerst geldig gepubliceerd in 1849 door George Robert Gray. Er zijn twee soorten:
- Sephanoides fernandensis – Juan-Fernandezkolibrie
- Sephanoides sephaniodes – Vuurkroonkolibrie